# 4397 Jalopez
4397 Jalopez è un asteroide della fascia principale. Scoperto nel 1981, presenta un'orbita caratterizzata da un semiasse maggiore pari a 2,3108295 UA e da un'eccentricità di 0,1195515, inclinata di 5,47776° rispetto all'eclittica.